# Aoteadrillia bulbacea
Aoteadrillia bulbacea är en snäckart som först beskrevs av Watson 1881.  Aoteadrillia bulbacea ingår i släktet Aoteadrillia och familjen Horaiclavidae. Inga underarter finns listade i Catalogue of Life.